# Autoroute A 18
Die Autoroute A 18 war eine geplante französische Autobahn, die in Paris südwestlich des Eiffelturms beginnen sollte, über den Autobahnring des Boulevard périphérique und schließlich Richtung Versailles führen und dort enden sollte.
Ursprünglich sollte die Autobahn die westlichen Vorstädte zur Entlastung des übrigen Straßennetzes an die Innenstadt von Paris anbinden. Der geplante Straßenverlauf wurde ab 1960 mehrmals geändert. Die Strecke sollte durch den Wald von Meudon über Chaville und Viroflay nach Versailles führen.
Die Realisierung war geographisch oder aber wegen der dichten Besiedlung auf Widerstände gestoßen.
Ab 1970 geriet die Planung in die Kritik: Sie war ohnehin nur auf lange Frist hin vorgesehen und mit der Ölkrise war der Bedarf nach neuen Autobahnen zunächst erheblich zurückgegangen. In den 1980er Jahren stabilisierte sich die Bevölkerungszahl im Großraum Paris und ließ ein Wiederaufgreifen der Planung unnötig erscheinen.